# Ryżorki
Ryżorki (Oryzorictinae) – podrodzina ssaków z rodziny tenrekowatych (Tenrecidae).

## Występowanie
Podrodzina obejmuje gatunki występujące w Afryce.

## Podział systematyczny
Do podrodziny należą następujące rodzaje:
- Oryzorictes A. Grandidier, 1870 – ryżorek
- Nesogale O. Thomas, 1918
- Microgale Thomas, 1882 – tenreczek